# Nampeyo (cràter)
Nampeyo és un cràter d'impacte en el planeta Mercuri de 49 km de diàmetre. Porta el nom de la terrissaire hopi Nampeyo (c. 1860-1942), i el seu nom va ser aprovat per la Unió Astronòmica Internacional el 1976.